# Devils Lake (Észak-Dakota)
Devils Lake település az Amerikai Egyesült Államok Észak-Dakota államában, Ramsey megyében, melynek megyeszékhelye is. Lakosainak száma 7192 fő (2020. április 1.).

## Népesség
A település népességének változása:

| 2010 | 7 141 |
| 2020 | 7 192 |